# Michelle Dancelli
Michele Dancelli, nascido a 8 de maio de 1942 em Castenedolo, é um ciclista italiano já retirado, que foi profissional de 1963 a 1976.

## Palmarés
| 1964 - G. P. Industria y Comercio de Prato - Giro de los Abruzzos - 1 etapa do Giro d'Italia 1965 - Campeonato da Itália em Estrada - Giro do Veneto - Tour de Campanie - Giro dos Apeninos - G. P. Indústria e Comércio de Prato - Grande Prêmio de Cannes - 2 etapas do Giro d'Italia - 1 etapa do Tour de Romandia - GP Montelupo - Coppa Placci - Giro de Emilia 1966 - Campeonato da Itália em Estrada - Flecha Valona - 1 etapa do Giro d'Italia - Giro dos Apeninos - Giro do Veneto - Giro de Lazio - Giro de Reggio Calabria 1967 - Coppa Sabatini - Giro dos Apeninos - Giro de Reggio Calabria - G. P. Indústria e Comércio de Prato - 2 etapas do Giro d'Italia - Giro de Emilia - 2º no Campeonato da Itália em Estrada | 1968 - Troféu Laigueglia - Giro de Reggio Calabria - 1 etapa do Tour de Romandia - Paris-Luxemburgo, mais 1 etapa - 3º no Campeonato da Itália em Estrada - 3º no Campeonato do Mundo em Estrada 1969 - 1 etapa do Tour de Romandía - 1 etapa do Tour de France - 1 etapa do Giro d'Italia - 3º no Campeonato do Mundo em Estrada 1970 - Milão San Remo - Giro de Lazio - Troféu Laigueglia - 4 etapas do Giro d'Italia - 1 etapa do Tour de Luxemburgo 1971 - Grande Prêmio de Saint-Raphaël - 1 etapa do Giro de Cerdeña 1972 - 2 etapas da Volta à Suíça - 3º no Campeonato da Itália em Estrada |

## Resultados nas grandes voltas
| Carreira           | 1963 | 1964 | 1965 | 1966 | 1967 | 1968 | 1969 | 1970 | 1971 | 1972 | 1973 | 1974 | 1975 | 1976 |
| ------------------ | ---- | ---- | ---- | ---- | ---- | ---- | ---- | ---- | ---- | ---- | ---- | ---- | ---- | ---- |
| Giro d'Italia      | -    | 21º  | 12º  | 20º  | Ab.  | 6º   | 6º   | 4º   | Ab.  | 35º  | Ab.  | -    | -    | -    |
| Tour de France     | -    | -    | -    | -    | -    | -    | 20º  | -    | -    | -    | -    | -    | -    | -    |
| Volta a Espanha    | -    | -    | -    | -    | Ab.  | -    | -    | -    | -    | -    | -    | -    | -    | -    |
| Mundial em Estrada | -    | -    | 27º  | 14º  | 8º   | 3º   | 3º   | 18º  | 7º   | 6º   | -    | -    | -    | -    |